# 數學評論
《數學評論》（英語：Mathematical Reviews）是美國數學學會發行的一份雜誌兼線上資料庫，內含數學、統計學與計算機科學領域出版品的摘要或評價。部份評論也有發行單行本。

## 評論
《數學評論》於1940年創刊，旨在評審所有的數學研究出版品。至2007年11月為止，已收集超過220萬筆資料。作者群由編輯群選出各領域學有專精之志願者組成。目前同質的期刊僅有德文的與俄文的。

## 資料庫
《數學評論》的資料在1980年代進行了數位化。這些內容成為《數學評論科學網》的一部分，這套系統整合了評論與論文引用資訊（然限於(MathSciNet）所收文章）。《數學評論》與已成為數學研究者的常用工具之一，但是此資料庫會辨認IP，必須在有訂購的研究機構方可登入。

## 外部連結
- 《數學評論》資料庫 （页面存档备份，存于）（英文）
  1. Mathematical Reviews editorial statement （页面存档备份，存于） outlines the mission of Mathematical Reviews;
  2. Mathematical Reviews guide for reviewers （页面存档备份，存于）, intended for both reviewers and users of Mathematical Reviews.
  3. MathSciNet FAQ （页面存档备份，存于）
- Exceptional MathReviews （页面存档备份，存于） collected by Kimball Martin and sorted by amusement factor.